# ティック・クアン・ドック
ティック・クアン・ドック（ベトナム語：Thích Quảng Đức / 釋廣德  発音、1897年 - 1963年6月11日）は、ベトナムの僧侶。

## 生涯

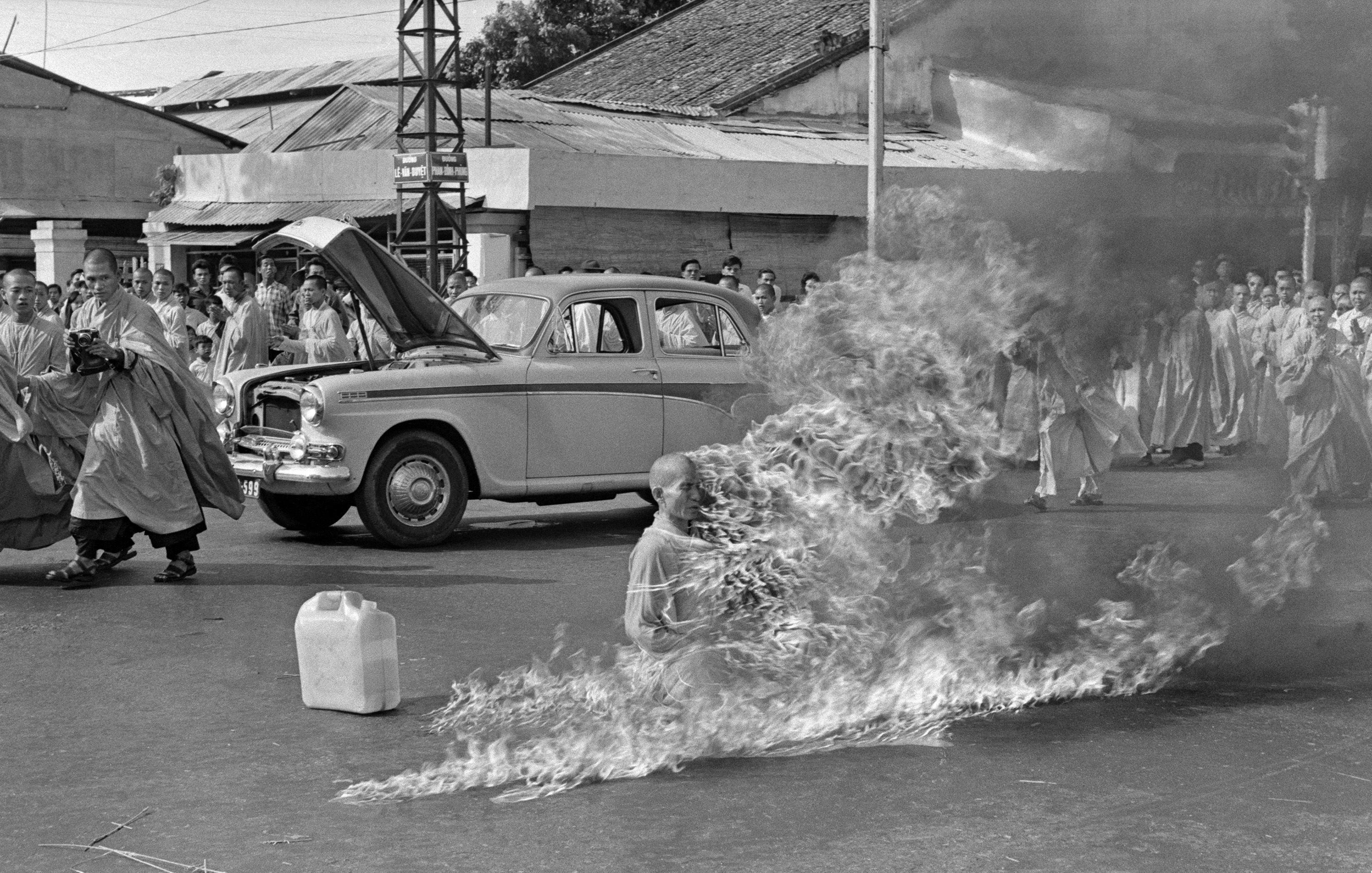
マルコム・ブラウンが撮影したドックの焼身自殺。同ジャーナリストによる同様の写真がグランプリ受賞

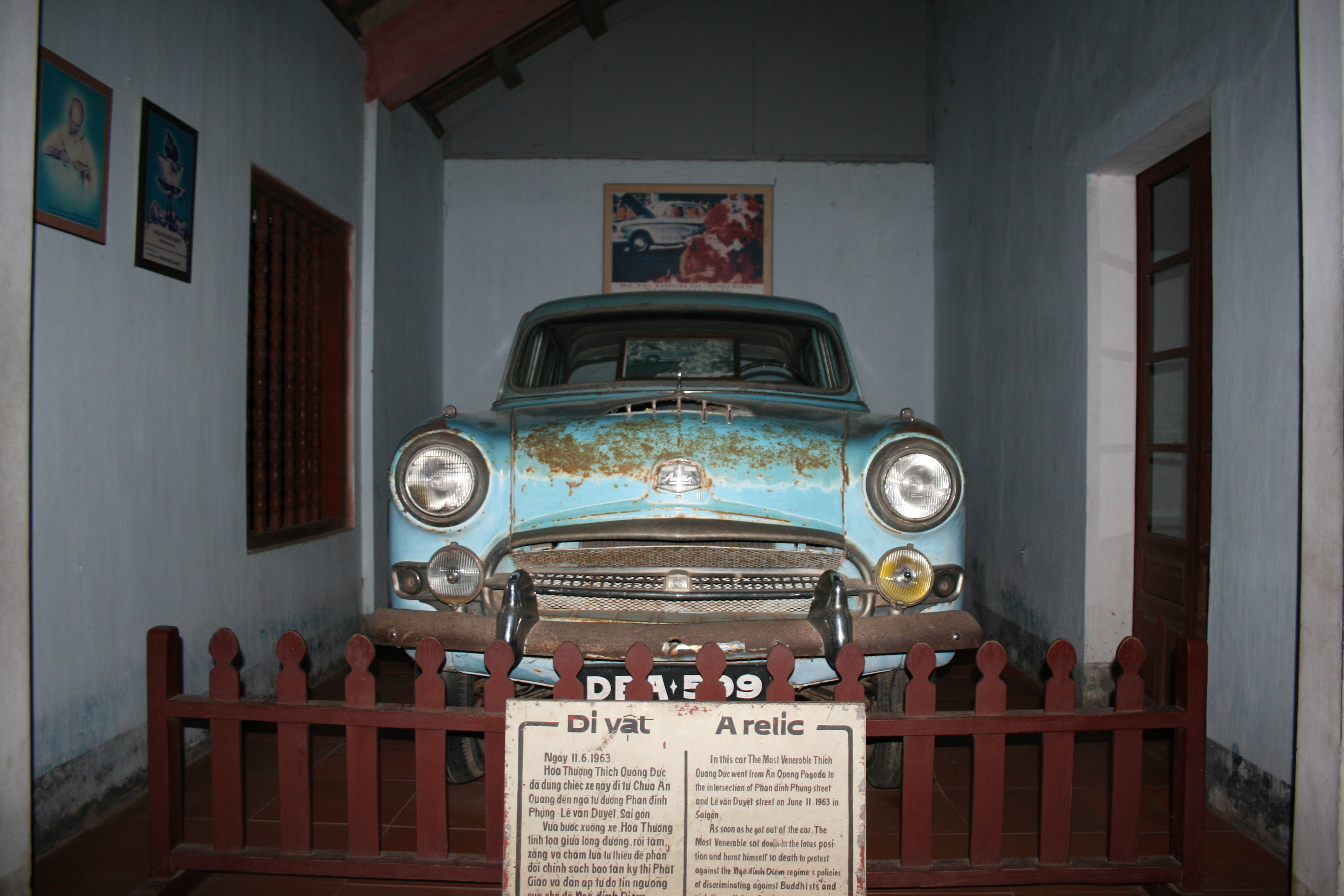
ティック・クアン・ドックが使ったオースチンA95（フエ・ティエンムー寺蔵）

ドックは1963年6月11日、当時の南ベトナムのゴ・ディン・ジエム政権が行っていた仏教徒に対する高圧的な政策に抗議するため、サイゴン（現・ホーチミン市）のカンボジア大使館前で自らガソリンをかぶって焼身供養した。
ドックは支援者たちが拝跪する中、燃え上がる炎の中でも蓮華坐を続け、絶命するまでその姿を崩さなかった。その衝撃的な姿がカメラを通じて世界中に放映され、ベトナム国内だけでなく国際世論に大きな影響を与えることとなった。
ジエムの弟にして大統領顧問・秘密警察長官であったゴ・ディン・ヌーの妻のマダム・ヌーは、アメリカのテレビインタビューで、この事件を「あんなのは単なる人間バーベキューよ」、「反米運動にアメリカ製ガソリンを使うなんて矛盾してるわ」、「今度同じことをするならガソリンとマッチを進呈する」と発言し、それが全世界に報道されたため、南ベトナム国内やアメリカだけでなく世界中の大顰蹙（だいひんしゅく）を買い、国民のジエム政権への反発をいっそう高めた。
1963年までに政治的問題によりベトナムは内乱状態になっていた。南ベトナム解放民族戦線などが存在し、すでに軍の一部の反乱や暗殺計画は実行され失敗していたが、ついに同年11月に軍事クーデターが発生、ジエムは弟と共に、ズオン・バン・ミンらの決起部隊に殺害された。しかし、元凶であるマダム・ヌーは生き延びたものの、事実上国外追放され、各国を転々とし2011年にイタリアのローマの病院で死去した。
クーデター後、ベトナム国内は混乱を極め資本主義勢力と共産主義勢力との対決（ベトナム戦争）へと移行していく。
リチャード・ニクソンは著作で、この事件を「共産主義者のプロパガンダの一環に過ぎない」と主張した。しかしアメリカ人ジャーナリストのマルコム・ブラウンが撮影した報道写真は、1963年度の世界報道写真大賞を受賞した。
彼の心臓は体が燃え尽きた後も形を保ち、2024年2月現在、その心臓はハノイ国立銀行に保管されている。

## その他
アメリカのラップ・メタル/ロックバンド、レイジ・アゲインスト・ザ・マシーンのデビュー・アルバム、およびシングルカットされた「キリング・イン・ザ・ネーム」のジャケットには、この焼身自殺事件の写真が使われている。